# Bombylius modestoides
Bombylius modestoides är en tvåvingeart som beskrevs av Wray Merrill Bowden 1975. Bombylius modestoides ingår i släktet Bombylius och familjen svävflugor.
Artens utbredningsområde är Etiopien. Inga underarter finns listade i Catalogue of Life.